# Шатлар (Савоја)
Шатлар (фр. Châtelard) насеље је и општина у источној Француској у региону Рона-Алпи, у департману Савоја која припада префектури Шамбери.
По подацима из 2011. године у општини је живело 658 становника, а густина насељености је износила 36,56 становника/km². Општина се простире на површини од 18 km². Налази се на средњој надморској висини од 757 метара (максималној 1.920 m, а минималној 608 m).

## Демографија
| 1962. | 1968. | 1975. | 1982. | 1990. | 1999. | 2011. |
| ----- | ----- | ----- | ----- | ----- | ----- | ----- |
| 425   | 454   | 444   | 463   | 491   | 546   | 658   |

График промене броја становника у току последњих година